# Football Club Auch Gers
Ne doit pas être confondu avec le RC Auch, club créé en 2017.
Maillots
Le Football Club Auch Gers (auparavant connu sous les noms de Union vélocipédique du Gers, Football Club Vélo auscitain ou Football Club auscitain) est un club français de rugby à XV basé à Auch. Fondé en 1903, le club gersois fait partie des premiers clubs de rugby créés sur le sol français juste après le Stade bordelais (1889), le Racing Club de France (1890), le Stade français (1892), le FC Grenoble (1892), le Havre AC (1894) et le Lyon olympique universitaire (1896).
Durant son existence, le FC Auch remporte 3 titres de champion de France de 2e division en 1947, 2004 et 2007, mais aussi le championnat de France de 1e division fédérale en 1929, ainsi que le Bouclier européen en 2005.
Le club disparaît après la saison 2016-2017 après avoir fait l'objet d'une liquidation judiciaire ; un nouveau club, le RC Auch, est créé le 12 juin 2017 pour représenter la ville d'Auch.

## Histoire

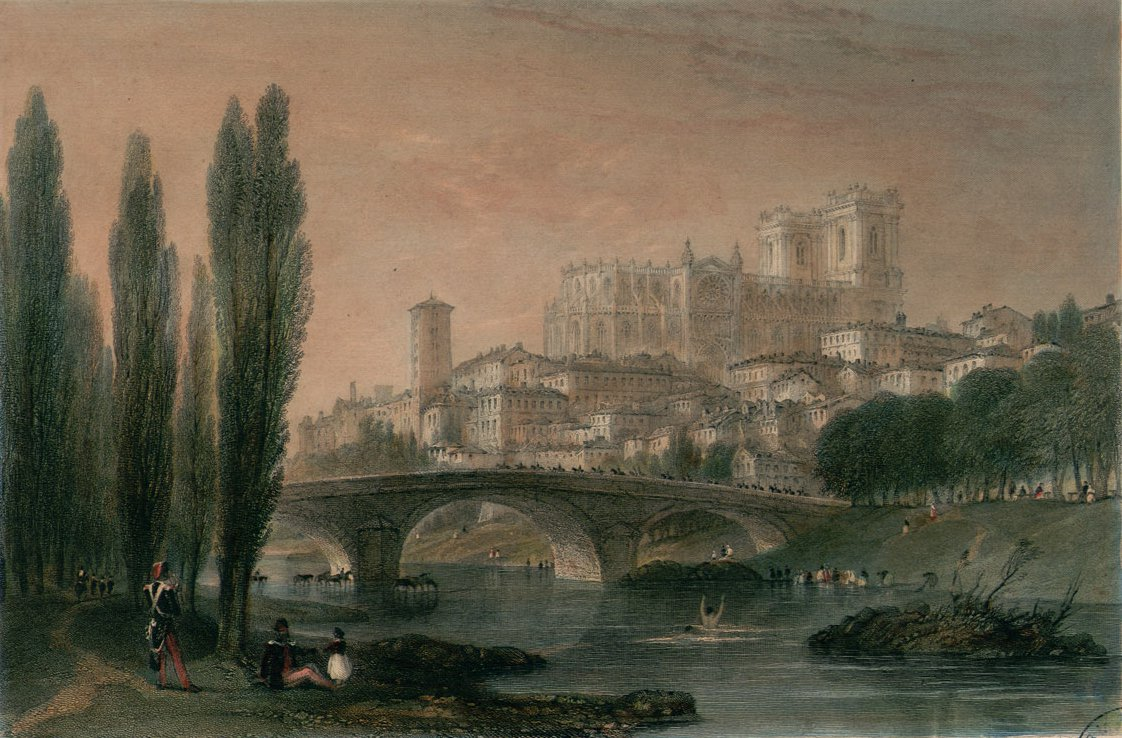
Auch au XIX.

### Arrivée du rugby à Auch (1897-1914)

#### Création du FCVA après les premiers pas du rugby auscitain

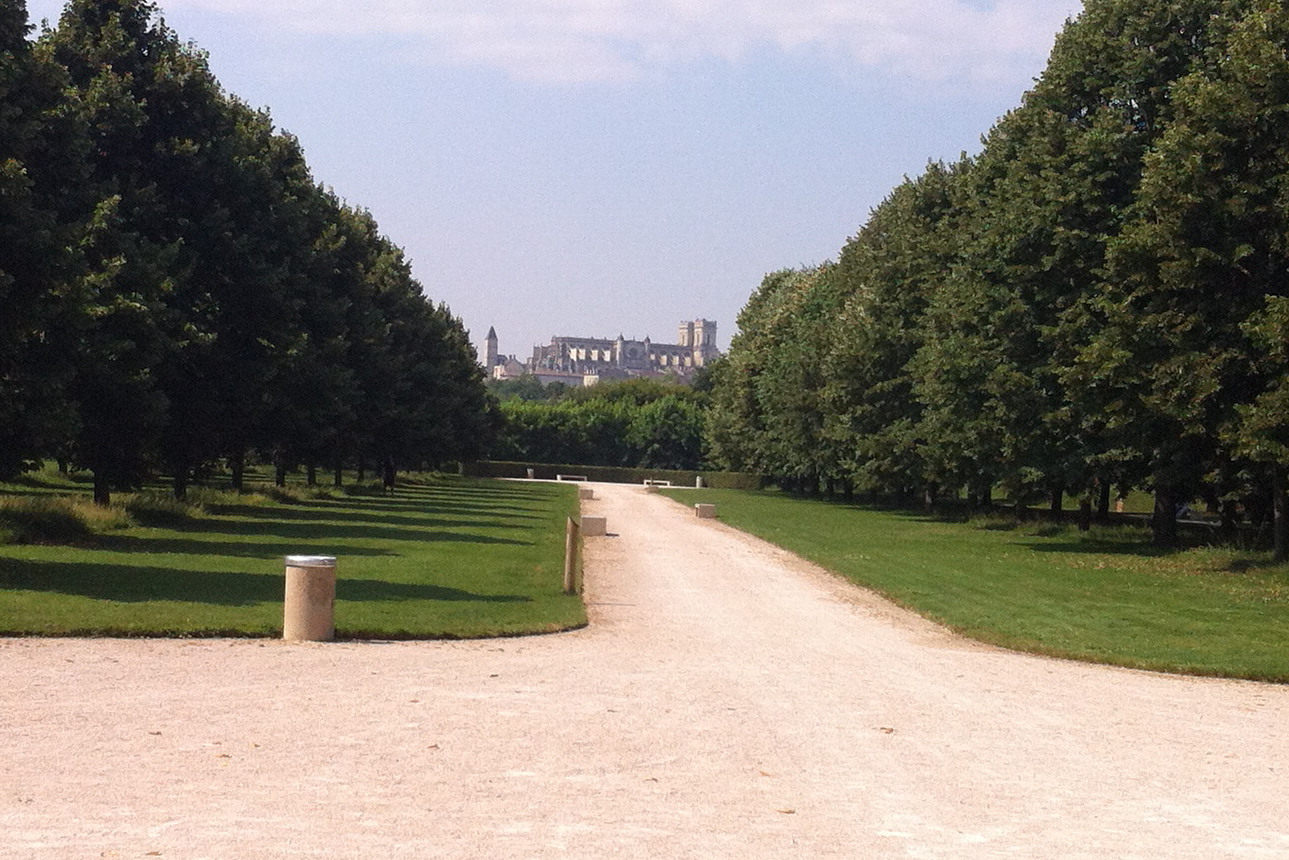
Le parc du Couloumé.

Le rugby est arrivé dans la préfecture du Gers en 1897, date à laquelle le premier club vit le jour à Auch le lendemain de Mardi Gras dans une auberge.
C'est ici qu'un groupe d'amis passionnés décidèrent de fonder un club. L'entraînement commença quelques jours après place de la cathédrale mais il dut bien vite trouver un terrain et s'installa dans le parc du Couloumé.
La majorité des joueurs étaient des Normaliens.
En 1903, l'Union Vélocipédique du Gers crée une section football-rugby en son sein. Elle est alors rebaptisée Football club vélo auscitain (FCVA).
Cambours fut le premier capitaine du club.

#### Champion des Pyrénées de deuxième série 1908
Le club demande ensuite son affiliation à la fédération omnisports pour être intégré au championnat de 2e série. C'est chose faite à partir de la saison 1905-1906. Dès la première saison, le FVCA accède à la finale régionale qu’il perd contre Périgueux.
Le club gersois accède également à la finale du championnat du Sud qu'il remporte par forfait face au Sporting club toulousain.
En 1908, Auch est aussi champion des Pyrénées de deuxième série après avoir battu Aurillac en finale 12-0.

#### Inauguration du Stade Mathalin
Le 1er novembre 1908 a lieu le match d'inauguration du nouveau stade Mathalin (appelé communément « Cuvette de Mathalin ») contre le Sport athlétique bordelais.
Ayant bénéficié du renfort de certains joueurs venus effectuer leur service militaire à Auch, le FCA monte en première division en 1910.
Le comité d'Armagnac-Bigorre est ensuite créé en 1912, ce qui permet d'éviter d'affronter en championnat régional le Stade toulousain, déjà grand seigneur de l'époque qui se qualifiait chaque année pour le championnat de France au détriment de ses voisins.
En 1914, Auch vainqueur de Lourdes et de Montauban termine deuxième de son championnat régional derrière le Stadoceste tarbais, futur vice-champion de France qui s'impose péniblement 9-3 à Mathalin lors du dernier match décisif pour la qualification.
Par la suite, la Première Guerre mondiale causa l'arrêt du rugby auscitain.
En 1918 et en 1919, le FCA ainsi décimé par la mobilisation de la plupart de son effectif ne participe pas à la coupe de l'Avenir qui remplace le championnat de France de 2e série pendant la Première Guerre mondiale.

### Début du FC Auch (1919-1947)
Qualifié via son championnat régional, le FC Auch accède au premier tour du championnat de France en 1920.
Il est alors battu par Dax sur le score de 14 à 3.
Le 11 octobre 1920 voit la création de la Fédération française de Rugby (FFR), le rugby français se restructure et le rugby auscitain suivra le mouvement. À la fin de la guerre, le FVCA tente de se reconstruire. Le 13 mars 1921, on élève une stèle commémorative à la mémoire des joueurs du club morts durant le conflit (elle est aujourd'hui au stade du Moulias). Le rugby reprend doucement ses droits à Auch et le Football vélo club auscitain devient le Football club auscitain (FCA).

#### Le FC Auch en deuxième division (1921-1928)
En 1921 et en 1922, le FCA échoue à se qualifier.
Cette même année, l'équipe de rugby féminin d'Auch est créée et le premier match au stade Mathalin réunit près de 2 000 spectateurs.
En 1923, 1924, Auch échoue à se qualifier via son championnat régional et est reversé en deuxième série, l'équivalent de la deuxième division actuelle.
Qualifié via son championnat régional la saison suivante, il échoue pour un point (match nul 0-0 à Auch puis défaite 9-8 à Cavaillon) en barrage contre Cavaillon.
Auch manque encore la qualification les deux années suivantes mais se maintient à ce niveau jusqu'en 1928 où il se classe dernier de sa poule malgré le renfort du talonneur catalan Porra.
Opposé aux Catalans de Thuir en match de barrage, il s'incline 8-6 et descend en Promotion, le troisième niveau hiérarchique du rugby français à l'époque.

#### Champion de France Promotion 1929

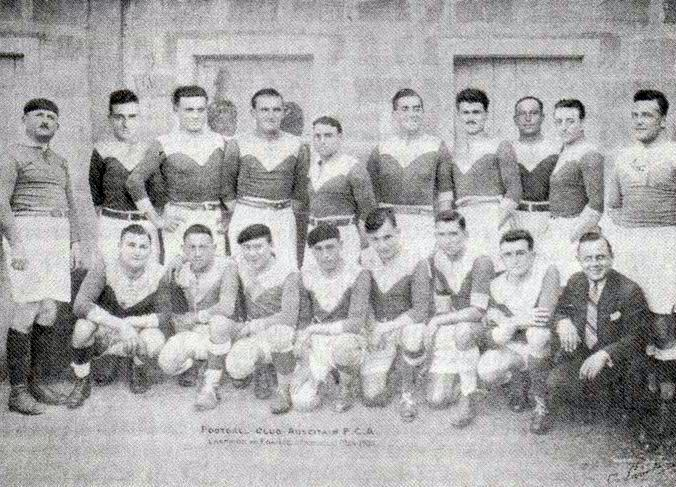
Le FC auscitain champion de France de 1re division fédérale en 1929 (Promotion).

Le FC Auch remporte son premier titre national en 1929, il gagne alors le championnat de France de Promotion (3e division) contre l'US Domène.
Malgré ce titre de champion de France, le club perd ses matchs de barrage et loupe donc la remontée en honneur.
La saison suivante en 1930, il remonte en honneur après une victoire sur Bagnères mais le futur talonneur international Marcel Laurent quitte le club pour le Stade toulousain.

#### Le FC Auch en première division (1931-1938)
La saison suivante, 12 clubs parmi les plus prestigieux sont exclus du championnat de France et forment l’UFRA (Union française de rugby amateur) qui organise son propre tournoi et trois autres clubs, UA Libourne, CS Pamiers (pourtant qualifié l’année précédente pour la seconde phase, les poules de 3) et Saint-Girons SC, disparaissent de ce championnat.
Ce sont donc 15 nouveaux clubs qui retrouvent ou apparaissent en championnat Excellence et Auch retrouve ainsi sa place dans l'élite.
Auch se qualifie même pour la deuxième phase du Championnat disputé en 8 poules de 3 mais échoue à atteindre les quarts de finale, devancé dans sa poule par Toulon.
La saison suivante, Auch se qualifie à nouveau pour la seconde phase du Championnat toujours réservée aux 24 meilleurs clubs mais est alors devancé par Fumel pour la qualification en quart de finale.
Le 17 avril 1932, le talonneur Marcel Laurent, de retour au club après 2 saisons au Stade toulousain est sélectionné contre l’Allemagne et devient le premier international de l'histoire du FC Auch.
En 1933, le Championnat, qui réintègre les 12 clubs dissidents, est disputé par 54 clubs répartis en 6 poules de 9 où seul le premier est qualifié.
Auch doit laisser la Section paloise poursuivre sa route.
En 1934, la même formule de Championnat est retenue par la fédération et le FC Auch termine 4e sur 9 derrière le CA Bègles, la Section paloise et le TOEC.
Les saisons suivantes seront plus difficiles.
En 1935, Auch termine dernier de sa poule en Championnat après avoir perdu ses six matchs contre l' Aviron bayonnais, le CS Vienne, le FC Grenoble, le CA Brive, le CASG puis l'US Dax mais se maintient de justesse après une victoire contre le FC Lyon en match de barrage malgré l'absence du talonneur international Marcel Laurent.
Le départ de ce dernier pour Valence d’Agen en 1936 accélérera le déclin du club qui ne finira que 6e de sa poule de 7 cette saison-là en Championnat derrière Perpignan, le Stade toulousain, Bort les Orgues, Thuir et le Lyon OU.
Dernier de sa poule de Championnat en 1937, Auch se maintient grâce à une victoire en match de barrage contre Lézignan.
Auch finira par descendre en deuxième division après avoir perdu ses quatre matches de poule contre Avignon, le Stade toulousain, Narbonne et Lons le Saunier puis perdu contre Nantes en match de barrage en 1938.

#### Retour en deuxième division en 1939
Pour son retour en deuxième division, le FCA termine premier de sa poule et après une victoire sur Mauléon, est battu par Foix 8-6 lors des barrages d’accès aux demi-finales. Menant à la mi-temps grâce à un essai de Suran et une pénalité de Gorge, Auch se voit dépassé en deuxième mi-temps par un essai transformé des Ariégeois dans une rencontre où l'absence de l'ouvreur et buteur Soulès aura pesé lourd. Malgré cette défaite, Auch remonte en première division qui sera portée de 42 à 95 clubs, mais tous les championnats sont arrêtés en raison du déclenchement de la Seconde Guerre mondiale.
Auch dispute alors la coupe de l'espérance et le challenge de l'amitié en 1942.
À l'occasion de cette épreuve, il rencontre Tarbes, Lourdes, Pau, Oloron et le Stade toulousain deux fois vainqueur du FCA.
Auch termine finalement cinquième de cette compétition, juste devant Oloron.

#### Retour en première division en 1943
À la reprise en 1943, Auch est réintégré dans une première division élargie à 95 clubs.
Le club assure son maintien la première année sans parvenir toutefois à se qualifier.
En 1944, le FCA termine 6e de la poule 8 composée de l'AS Carcassonne, du Stade fuxéen, du RC catalan, du Stade piscénois, du Saint-Girons SC, de l'US Thuir et du Toulouse OEC  mais descend en deuxième division car l'élite est ramenée de 96 à 54 clubs. Le FCA n'est pas plus heureux en Coupe de France où il est éliminé dès les 64e de finale 6-17 par le Stade toulousain.
En 1945, le club se maintient dans le second groupe d'un championnat de 126 clubs répartis entre une première division de 54 clubs et un deuxième niveau de 72 clubs dont fait partie le FCA.
La saison 1946 voit le FC Auch rester dans le second groupe de l’élite du rugby français élargie à 154 clubs entre un premier tableau de 54 clubs et un second de 100 clubs dont il fait partie (20 poules de 5 avec des clubs de moindres renommées).
Auch descend en Honneur, l’élite étant réduite de 154 à 64 clubs.
Auch atteint cette année-là les seizièmes de finale de la coupe de France.
Le club se dote d'une équipe junior qui sera une véritable pépinière pour l’équipe première des années 1950.

#### Champion de France Honneur 1947

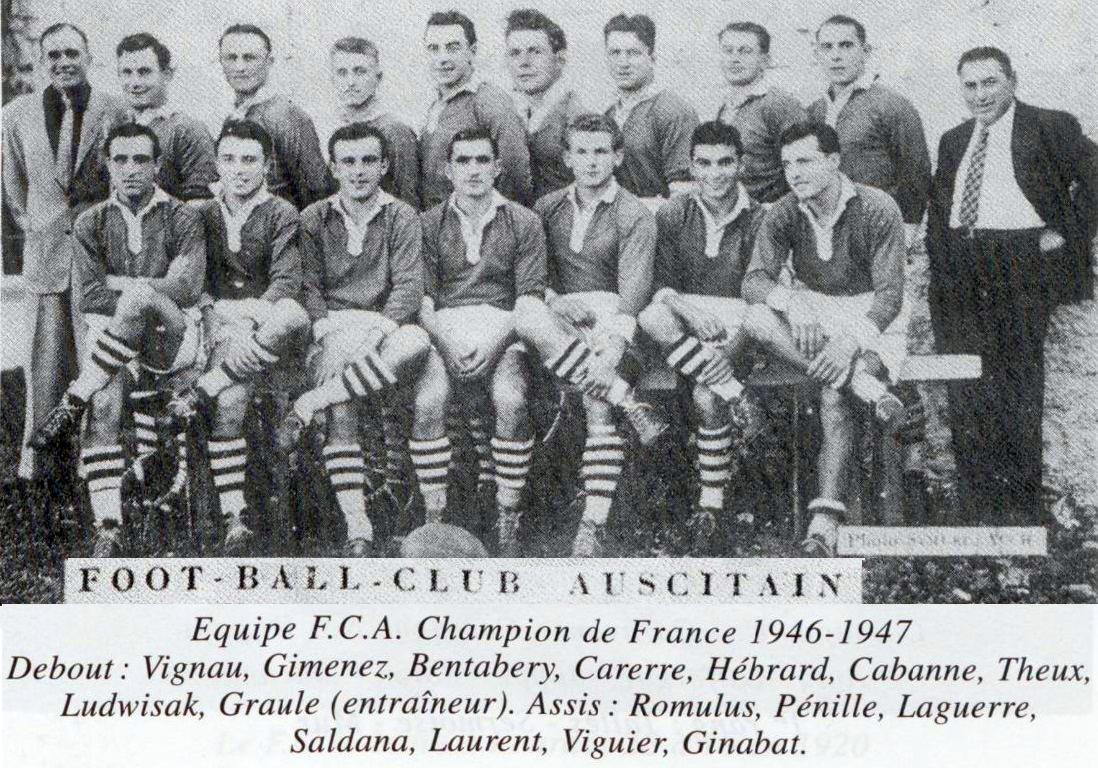
Le FC auscitain champion de France de 2e division en 1947 (Honneur).

Après une saison en Honneur, le FC Auch réintègre l'élite du rugby français grâce à un recrutement judicieux, étant sacré champion de France Honneur (la seconde division de l’époque) en 1947 après une victoire 5-3 sur le SO Chambéry sous la direction de l’ancien international Vincent Graule.
L’équipe du FCA s’était présentée dans la composition suivante :
Gimenez, Dutrey, Bentanery, Carrère, Hebrard, Cabanne (o), Theux (m), Ludwizack, Romulus, Penille, Laguerre, Saldana, Laurent, Viguié, Ginabat.
La même année, Auch atteint les huitièmes de finale de la coupe de France, battu par Romans du deuxième ligne international Robert Soro 16-7.
L'année suivante, le FCA promu dispute une première phase de brassage pour accéder à l'élite, il affronte le Red Star, Fumel et Mazamet mais ce sont ces derniers qui rejoindront la première division et le FCA doit rejouer en honneur.
Il termine alors premier de sa poule devant Saint-Jean de Luz, Saint-Girons, Lannemezan et Le Boucau mais échoue ensuite dès les quarts de finale.

### Un quart de siècle en première division (1948-1973)

#### Double huitième de finaliste du championnat 1949 et 1950

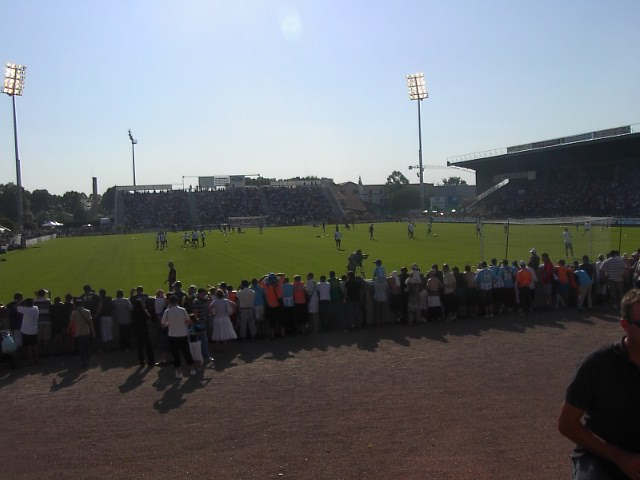
Le stade Armandie à Agen où le FCA dispute le premier huitième de finale de son histoire.

Pour son retour dans l'élite en 1949, Auch effectue une excellente saison.
Il termine second de sa poule derrière le FC Lourdes et ses 8 internationaux avec un bilan de 6 victoires, 1 nul et 3 défaites avant d'échouer pour un point en huitième de finale contre le Stade toulousain à Agen 9-8.
L’année suivante, il est battu par Carmaux en huitième de finale après avoir éliminé Cognac au tour précédent.
L'équipe réserve atteint la demi-finale de son Championnat, battu 8-3 par le Castres olympique.
Les 3 années suivantes seront plus difficiles pour le club qui échouera à se qualifier.
En 1951, Auch battu à domicile par le Racing Club de France 9-0, son concurrent direct pour la quatrième et dernière place qualificative manque la qualification pour la seconde phase réservée aux 24 meilleurs clubs.
En 1952, le Championnat se joue en matchs aller simple sous la menace des Britanniques qui jugeaient qu'il prenait trop d’importance en France et que l’esprit amateur était menacé.
Robert Barran, ancien champion de France avec le Stade toulousain, remplace Escuder comme entraîneur et Auch termine dernier de sa poule avec 9 points soit 1 victoire et 6 défaites et n’est pas qualifié pour la seconde phase.
Il dispute le challenge Rutherford, sorte de consolante à la course au Bouclier de Brennus.
En 1953, Auch termine 4e de sa poule en Championnat avec 28 points soit 7 victoires et 7 défaites et n’est pas qualifié pour les huitièmes de finale (seuls les 2 premiers de poules étaient qualifiés).
C'est aussi l'année du premier match international à Mathalin.
Auch bat la sélection irlandaise du comité de Limerick 8-6 au cours d’une très belle partie ponctuée par 2 essais gersois.
En 1954, Auch atteint les seizièmes de finale du championnat où il est éliminé par Montferrand, pourtant largement battu à Mathalin. En fin de saison, le deuxième ligne Henri Lazies obtient sa première sélection en équipe de France le 12 septembre contre l'Argentine à Bueno Aires mais signe dans la foulée pour le Stade toulousain.
C’est le deuxième international du club.
L’année suivante, Auch atteint encore les seizièmes de finale du Championnat et participe pour la première fois au prestigieux challenge Yves du Manoir où il termine 6e de sa poule.
La saison 1956 est plus difficile alors que Jean Bourrec remplace Henri Carrère comme entraîneur.
Auch manque la qualification en Championnat mais aussi en Challenge où il termine dernier de son groupe.

#### Installation au stade Patrice- Brocas
Le 27 septembre 1956, le club change de stade. La « cuvette » de Mathalin est abandonnée au profit du nouveau stade Patrice-Brocas au Moulias, qui sera appelé plus communément le stade du Moulias, inauguré lors d’une rencontre de Challenge perdue 5-11 contre Perpignan, le leader de la poule.
L'équipe s'était présentée dans la composition suivante : Dall’Ava, Brouqueyre, Seugnet, Laffargue, Lauga, Justumus (cap.), Béon, Chelle, Barbé (m), D'Arripe (o), Turon, Bons, Montaugé, Duplan, Bernadet.

#### 7 qualifications consécutives pour les phases finales (1957-1963)
Auch se qualifie ensuite 7 fois consécutivement pour les phases finales du championnat.
Il dispute les huitièmes de finale en 1957.
Troisième de sa poule, Auch dispose de son voisin du Stadoceste tarbais en seizième de finale avant d'être éliminé par le FC Lourdes, futur champion de France en huitième.
En revanche, le FCA termine encore à la dernière place de son groupe en Challenge avec 5 défaites en 5 matchs.
En 1958, Jacques Durand remplace Jean Bourrec comme entraîneur. Le FCA est éliminé par les Isérois du CS Vienne en seizième de finale du Championnat après avoir terminé 4e de sa poule.
4e de sa poule également en Challenge avec 3 victoires et 3 défaites, Auch est éliminé.
4e encore de sa poule en Championnat en 1959, ce sont de nouveau les Isérois du CS Vienne qui arrêteront les ambitions du club gersois en seizième de finale malgré un match nul méritoire 3-3.
En Challenge, Auch 3e de son groupe échoue pour 1 point à se qualifier pour les quarts de finale au profit du stade toulousain.
En 1960, Jean Le Droff fait ses premiers pas en équipe première et le FCA réalise une meilleure saison. Invaincu à domicile en Championnat, il sort 3e de sa poule mais est néanmoins largement battu par Béziers dès les seizièmes de finale.
Après 2 victoires et 3 défaites, le club termine à la quatrième place de son groupe en Challenge.
En progrès, le club renoue avec les huitièmes de finale en Championnat l’année suivante.
Après avoir éliminé Tulle, le FCA doit laisser Chambéry, vainqueur 5-3 poursuivre l'aventure.
En Challenge, l'équipe échoue de justesse à se qualifier pour le premier quart de finale de son histoire.
Deuxième à égalité avec le Racing CF, le FC Auch est éliminé au nombre d'essais.
En fin de saison, le pilier Antoine Bianco part en tournée avec l'équipe de France en Nouvelle-Zélande.
L’arrière Henri Poudensan devient le buteur de l'équipe première en 1962, lui permettant alors de remporter de nombreux matchs.
Auch termine ainsi 2e de son groupe en Championnat derrière Béziers mais est éliminé à la surprise générale dès les seizièmes de finale par le Stade bordelais, à sa deuxième saison seulement en première division.
En Challenge, l'équipe termine dernière de son groupe avec 6 défaites en 6 matchs.
Cette saison-là, le pilier Antoine Bianco remporte le Tournoi des 5 nations avec l'équipe de France mais sans jamais rentrer en jeu.
Encore deuxième de sa poule en Championnat en 1963, Auch est éliminé de justesse par Béziers, vice-champion de France en huitième de finale 11-6 après avoir éliminé Montferrand au tour précédent.
En Challenge, Auch avec 2 victoires, 1 nul et 3 défaites termine 5e de son groupe.
Le deuxième ligne Jean Le Droff est sélectionné en équipe de France pour la première fois contre l’Italie à Grenoble le 13 avril.
C’est le troisième international de l’histoire du club.
La saison 1963-1964 est plus difficile pour le club gersois qui échoue à se qualifier tant en Championnat qu'en Challenge.

#### Quart de finaliste du challenge du Manoir 1965
En 1965, le FCA termine premier de sa poule devant Agen, Narbonne et le Stade toulousain et se qualifie pour les quarts de finale du Challenge. Il est alors éliminé par Perpignan après un score nul 8-8 (2 essais à 1) à Toulouse.
La même année en Championnat, l’équipe est battu 12-3 en seizième de finale par Grenoble mais ces derniers sont disqualifiés pour avoir utilisé un joueur issue du jeu à 13, le trois-quart centre Jean-Claude Duffau.
Auch poursuit sa route mais sera battu par le Stade montois en huitième de finale 12-6.
L’année suivante, Jacques Guy devient entraîneur du club et Jacques Fouroux, jugé trop petit par ses dirigeants quitte le club pour l'US Cognac. Auch, invaincu à domicile en Championnat est éliminé en seizième de finale tandis qu'il échoue à se qualifier en Challenge, cinquième de sa poule de sept malgré une large victoire sur l'AS Montferrand 26-6 où devant un public restreint, Auch assure le spectacle en inscrivant 4 essais.
En 1967, le FCA termine invaincu à domicile pour la deuxième année consécutive en Championnat mais échoue encore en seizième de finale où il est éliminé 6-3 par les Angoumoisins de l’arrière du XV de France Claude Lacaze et au premier tour en Challenge où il termine troisième de son groupe derrière les deux qualifiés Agen et Narbonne.
En 1968, le FCA atteint les seizièmes de finale du Championnat pour la quatrième année consécutive et termine septième de sa poule en Challenge.
En fin de saison, Serge Marsolan opte pour le Rugby à XIII et deviendra international.

#### Quart de finaliste du championnat 1970

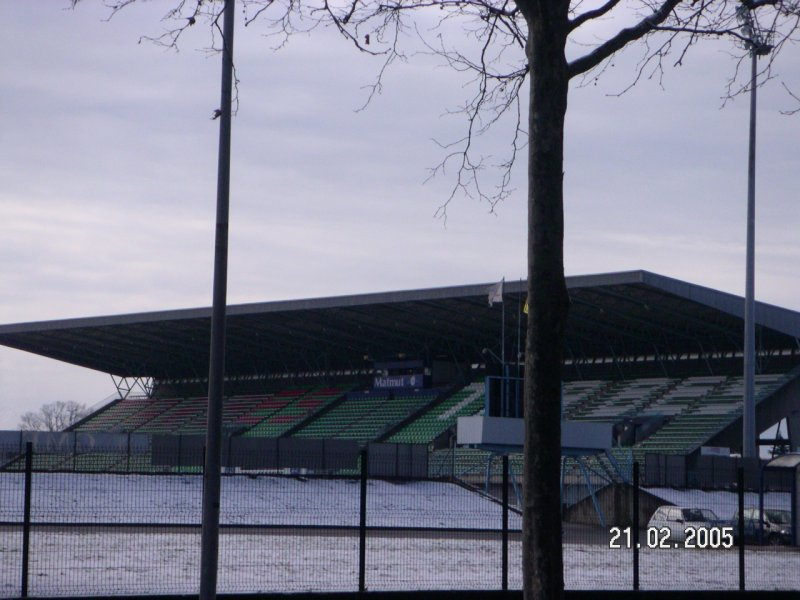
Le stade Maurice-Trélut à Tarbes où le FCA joue son quart de finale face au SU Agen en 1970.

Après une saison 1969 où il manque pour un point la qualification tant en Championnat qu'en Challenge, le club atteint pour la première fois de son histoire les quarts de finale du Championnat en 1970 sous l’impulsion du futur 3e ligne aile international Jean-Claude Skrela.
Les Gersois, vainqueurs trois fois à l'extérieur en phase de poules, éliminent notamment Dax, tenant du Challenge Yves du Manoir, en seizième de finale 11-3, puis le Racing Club de France en huitième 8-3 grâce à un essai d’Edouard Skréla, une transformation et une pénalité de l’arrière Jean-Jacques Lalanne.
Auch se qualifie ainsi dans les huit meilleurs clubs français.
XV de départ du FCA lors du quart de finale perdu 19-0 contre Agen à Tarbes : 
1. Fouga   2. Antranik Torossian  3. Boudassou
4. Jean Le Droff  5. Edouard Skréla
6. Mères  8. Pierre Verdier   7. Jean-Claude Skrela
9. Paché   10. Louis Ortet
11. Jacques Pomiès   12. Christian Lestrade   13. Henri Cistacq   14. Jean-Paul Romulus
15. Jean-Jacques Lalanne
En Challenge, le FCA termine troisième de son groupe derrière Toulon, futur vainqueur et Grenoble, finaliste de l'édition précédente.
Cette performance marque cependant la fin d’une époque fastueuse.
Amoindri par le départ de son leader Jean-Claude Skrela (qui sera sélectionné avec l’équipe de France sous le maillot du Stade toulousain), Auch rentre dans le rang et échoue à se qualifier les deux années suivantes pour les seizièmes de finale du Championnat mais assure son maintien en première division.
En 1971, Auch avec un bilan de 7 victoires et 7 défaites termine cinquième de sa poule en Championnat et échoue à se qualifier pour un point au profit d'Avignon.
L'arrière Henri Poudensan met alors un terme à sa carrière de joueur après 15 saisons en équipe première.
En 1972, le FCA est diminué par l'absence de Jean Le Droff dès le début de la saison, lequel s'est fracturé le bras lors de la tournée de l'équipe de France en Afrique du Sud,. Le club recrute en revanche le troisième ligne Maurice Dupey qui deviendra rapidement un élément incontournable. Auch ne termine toutefois que 7e de sa poule de Championnat et se maintient de justesse malgré une défaite à domicile contre Bourgoin, le dernier de la poule.
Par ailleurs, il manque de peu la qualification en Challenge, troisième de sa poule derrière les deux qualifiés Montferrand et Tarbes.
En 1973, la FFR décide de réduire l'élite de 64 à 32 clubs.
Le FCA, cinquième de sa poule de 8, est ainsi rétrogradé de justesse
dans le groupe B de première division alors que l'international Jean Le Droff a mis un terme à sa carrière.
Le club échoue aussi à se qualifier en Challenge mais sera toujours invité à disputer ce prestigieux trophée malgré sa descente à l'échelon inférieur.
La section féminine du club est quant à elle championne de France après une victoire 10-8 contre son voisin tarbais en finale.

### Entre groupe A et groupe B (1974-1995)

#### Finaliste du challenge Antoine Béguère 1975
Alors que le club effectue la saison 1974 en groupe B, sa section féminine perd son titre de champion de France, vaincue en finale du Championnat 25-10 par les Violettes bressanes.
Le FC Auch remonte l’année suivante en première division, à nouveau élargie à 64 clubs.
Le début de saison est prometteur pour l'équipe qui frôle l'exploit contre Brive (9-10) et réussit à faire match nul à Mont de Marsan 9-9.
A l'automne, le centre Henri Cistacq est ainsi sélectionné à Angoulême avec l'équipe d'Aquitaine qui bat les Springboks 7-4.
Auch est toutefois relégué en fin de saison (l’élite est alors réduite à 40 clubs), devancé de peu par Marmande dans sa poule pour la cinquième et dernière place assurant le maintien.
Les partenaires d’Alain Moretti, en l’emportant de peu au stade du Moulias (12-14), condamnent en effet les Gersois à un retour dans le groupe B.
Cette année-là, le club atteint pourtant la finale du challenge Antoine Béguère, perdue de justesse 12-11 contre le Stade toulousain‌ de l'ancien auscitain Jean-Claude Skrela.
XV de départ du FCA :
1. Roma   2. Marc Daroque  3. Carreras
4. Marquillie  5. Vivent
6. Leplus  8. Bonaldo   7. Jacques Gratton
9. Paché   10. Dall’Ava
11. Philippe Dupuy   12. Jean-Philippe Cariat   13. Henri Cistacq   14. Maurice Dupey
15. Jacques Brunel
En fin de saison, le troisième ligne Maurice Dupey part en tournée avec l’équipe de France en Afrique du Sud mais ne disputera aucun des deux tests. Il jouera deux matchs contre des équipes de Provinces au poste d'ailier.
Le FCA effectue une bonne saison en groupe B en 1976 mais échoue à remonter en groupe A.
Il se qualifie toutefois pour les huitièmes de finale du Challenge 1976 où il est largement battu par Béziers, tenant du titre, 64-16 sur le terrain de Narbonne.

#### Jacques Fouroux permet au FCA de retrouver l’élite

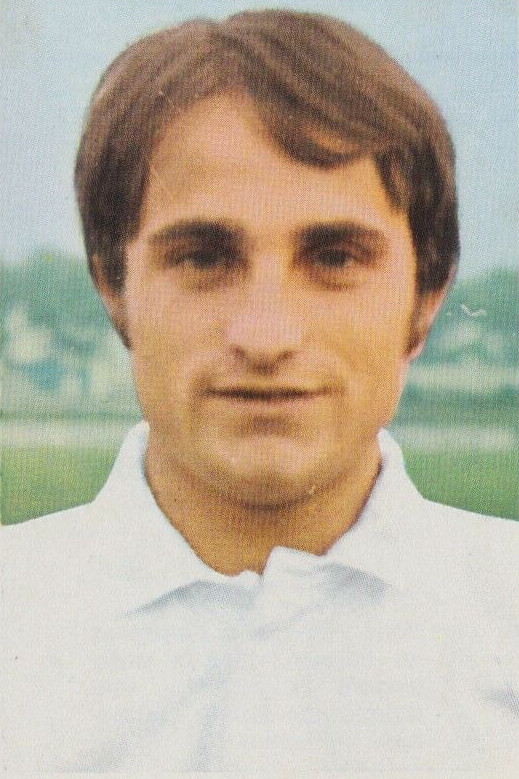
Jacques Fouroux fait son retour au club, qui remonte en groupe A.

Lors de la saison 1977, Jacques Fouroux fait son retour au club, ce qui permet au FC Auch de s'extirper du groupe B et de participer aux phases finales du Championnat où il sera battu par le RC Narbonne en seizièmes de finale aller-retour.
Le FCA manque en revanche la qualification en Challenge malgré deux victoires contre le Stade toulousain, 22-6 au Stade du Moulias puis 10-6 au Stade des Ponts-Jumeaux grâce à un essai de l'arrière Jacques Brunel.
La même année, Jacques Fouroux sera sélectionné en équipe de France avec laquelle il remportera le second grand chelem de l’histoire des bleus. C’est le quatrième international du club gersois.
Pour son retour dans l’élite, Auch recrute notamment le deuxième ligne argentin Alejandro Iachetti.
Le club est battu comme la saison précédente en seizième du Championnat, par l’USA Perpignan cette fois-ci, pour le dernier match du talonneur Marc Daroque : il se reconvertira avec succès dans l’arbitrage, classé 12 ans dans l’élite (de 1985 à 1996) avant de raccrocher sur blessure.
En Challenge, Auch sera battu en huitième de finale par Dax, déjà vainqueur des Gersois deux fois en matchs de poule, sur le score sans appel de 41-0.
La section féminine du club joue la troisième finale du championnat de son histoire mais est battu par Toulouse Fémina Sports.
En fin de saison, le troisième ligne Maurice Dupey quitte le club pour le Stade bagnérais.
En 1979, Jean-Claude Pourcet, le nouvel entraîneur du club, ne permet pas au FCA de se qualifier en Championnat mais son équipe atteint encore les huitièmes de finale du Challenge où, après avoir terminé en tête de son groupe, elle est éliminée par Lourdes 18-0.
En fin de saison, le pilier Jean-Marc Romand quitte le club pour Montauban.
Les Auscitains se qualifient à nouveau en 1980, mais c'est la Section paloise de Robert Paparemborde qui élimine le FC Auch une nouvelle fois en seizième du Championnat.

#### Départ des cadres puis descente en groupe B
La saison suivante, Marceau Ambal qui arrive du SU Agen est le nouvel entraîneur du FCA. Il doit se passer de plusieurs joueurs qui quittent le FC Auch pour rejoindre des clubs plus prestigieux, on voit par exemple les départs de Jacques Brunel pour le FC Grenoble, de Jacques Gratton pour le SU Agen et l’arrêt de Jacques Fouroux qui part entraîner l’équipe de France.
Dans ses conditions, le nouveau président du club André Lestrade ne peut viser que le maintien mais Auch, malgré une victoire sur le leader Romans termine dernier de sa poule en Championnat avec 5 victoires et 13 défaites et redescend en groupe B après 4 saisons consécutives dans l’élite.
Le club joue la saison 1982 en groupe B et n’est ainsi plus invité en challenge du Manoir après 28 participations consécutives.
Il atteint les demi-finales de son Championnat ce qui lui permet de remonter immédiatement dans l'élite.
En 1983, Auch termine dernier de sa poule en Championnat et redescend en groupe B où il reste entre 1984 et 1987.
En 1984, le FCA désormais entraîné par Claude Peyrègne manque de peu la remontée immédiate en groupe A. Double vainqueur de Colomiers en huitièmes de finale aller-retour, le FCA est ensuite éliminé en quart de finale par Valence.
En 1985, Bernard Salam et Pierre Remouneda sont les nouveaux entraîneurs du FCA. Roland Pujo, un jeune trois-quart centre qui passera 17 ans au FCA, arrive en provenance de Bagnères tandis que le jeune demi de mêlée Frédéric Torossian fait ses débuts en équipe première.
Auch réussi une bonne saison malgré un lourd revers à Lavelanet mais ne parvient pas à remonter en groupe A.
En 1986, Serge Milhas, demi de mêlée du Stadoceste tarbais arrive au club en remplacement de Frédéric Torossian qui a signé pour Béziers et le club loupe de peu la remontée. Troisième de sa poule derrière Saint-Gaudens et Rodez, il est battu en huitièmes de finale aller-retour par Montélimar.
En 1987, il se retrouve dans une poule compliquée avec Périgueux, La Rochelle, Orléans, Bergerac, Cognac, Marmande, Salles, Fumel et Condom.
Le club se qualifie péniblement mais les Minimes du club sont champions de France pour la première fois de l'histoire du club et les autres catégories de jeunes commencent à obtenir des résultats prometteurs. Le club s'oriente alors vers une politique de formation qui va rapidement porter ses fruits.

#### Retour en groupe A
En 1988, Jacques Brunel quitte son poste d’arrière pour devenir l’entraîneur de l’équipe qui remonte en groupe A via une phase de brassage où il termine second de son groupe derrière Montferrand mais devant Bergerac, Istres et Hagetmau.
Redescendu l’année suivante, les jeunes formés les années précédentes tels que Christophe Porcu intègrent l'équipe première, ce qui conduira en 1989 au retour du club en groupe A où il atteindra deux années consécutives les phases finales.
En 1990, Auch après avoir terminé 4e de sa poule en championnat est éliminé en huitième de finale aller-retour par le SU Agen.
En 1991, Auch, après avoir terminé 3e de sa poule, est éliminé en huitième de finale aller-retour par le Racing Club de France, malgré une courte victoire au match aller devant un public record de 10 000 spectateurs.
En 1992, le FCA termine 6e de sa poule en championnat puis est éliminé en seizième de finale par Béziers 24-15 des frères Gilles et Didier Camberabero.
L'année suivante, le pilier Stéphane Graou obtient sa première sélection en équipe de France contre l'équipe d'Argentine à Nantes. Malgré un bilan positif de 9 victoires et 5 défaites, Auch échoue à se qualifier en Top 16 à cause d'un règlement ambigu et de la suspension du pilier Thierry Pomès en Challenge de l'Espérance. Au terme d'une longue bataille juridique, Auch est reversé en Coupe André Moga où il atteint la finale de cette compétition, battu par Rumilly 44-0.

#### Premier club français à l’issue des matchs de poules
La meilleure saison du FC Auch reste celle de 1994 où il termine en tête de sa poule devant le Stade toulousain futur champion de France et le FC Grenoble privé l’année précédente du titre de champion de France dans une sombre affaire, et premier club national mais échoue ensuite à se qualifier, dernier de sa poule de Top 16. Il bat 5 fois de suite le Stade toulousain à domicile entre 1991 et 1995.

### Le FC Auch dans le monde professionnel (1995-2014)

#### Descente en groupe A2
Lors de la saison 1995, le club, qui a vu partir Christophe Porcu (futur international), ne parvient pas à se maintenir dans l'élite, réduite de 32 à 20 clubs, malgré l’arrivée de Philippe Bérot, ancien international.
Après une première phase correcte avec notamment une cinquième victoire consécutive à domicile contre le Stade toulousain, les Gersois manquent la qualification et sont devancés par la Section paloise lors de la deuxième phase offrant le dernier billet pour le maintien.
La descente en groupe A2 entraînera les départs de l'entraîneur Jacques Brunel et des meilleurs joueurs tels que Stephane Graou, cinquième international de l’histoire du club, Serge Milhas ou Pierre Ortet. La saison suivante, le FCA éprouve des difficultés internes et cette fois, c'est l'équipe dirigeante qui doit quitter le club.

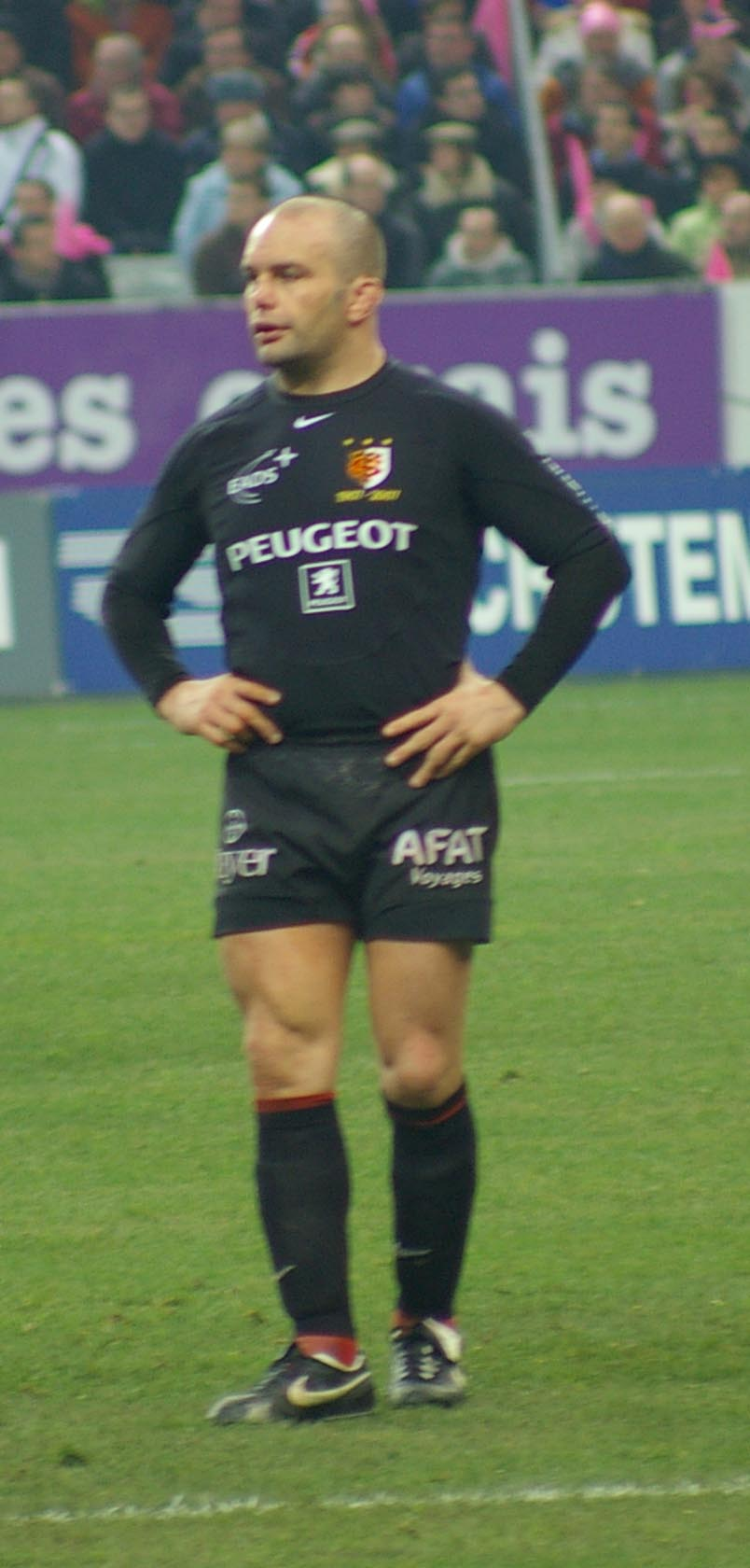
En 1996, Yannick Bru quitte le FCA pour le Stade toulousain.

En 1996, Gérard Lacrampe et Roland Pujo remplacent l'entraîneur Jacques Brunel. Auch, comptant onze victoires et sept défaites, manque pour un point la remontée directe au profit du Paris UC et de Biarritz, puis perd ensuite en barrage d’accession contre Colomiers 24-9. La même année, Auch atteint la finale du Challenge de l'espérance, battu par Nice 15-3. Le talonneur Yannick Bru décide de poursuivre sa carrière au Stade toulousain.

#### Transition vers le rugby professionnel et retour dans l’élite
En octobre 1996, Jacques Fouroux est élu à la présidence du FC Auch.
La saison est moyenne pour le club.
L’équipe, amoindri par le départ de son jeune arrière Vincent Thomas à Agen et de son talonneur Yannick Bru pour le Stade toulousain ne fait plus de la remontée dans l’élite son objectif mais termine pourtant à un point du barragiste, le Racing Club de France en Championnat.
En Coupe de France, Auch atteint les huitièmes de finale, éliminé par Bourgoin 25-15 après avoir éliminé Colomiers 20-17, club de l'élite au tour précédent.
En 1998, le FCA voit revenir l'international roumain Sandu Ciorăscu après une saison au Stade français. Le remonte en Élite 1 qui passe de 20 à 24 clubs (victoire contre La Teste en quart de finale du championnat de groupe A2 26-23).
Auch atteint cette même année les huitièmes de finale de la coupe de France, éliminé par Bègles 21-8 après avoir terminé en tête de sa poule et éliminé le RC Orléans, Périgueux, Lombez et le Biarritz olympique.
La mutation en club professionnel est en marche. Pour le retour du club dans l'élite, Henry Broncan est nommé entraîneur et, en cours de saison, Jacques Fouroux laisse la présidence à Bernard Laffitte et Bernard Salam.
Le FCA ouvre la saison 1999  par un joli succès contre Bègles-Bordeaux 22-13 mais ne se qualifie toutefois pas pour le Top 16. Le club doit passer par une poule de relégation pour obtenir son maintien.
Premier de son groupe, il se qualifie même pour les demi-finales qu'il perd contre Aurillac 29-19.
Auch termine alors 19e français cette année là.
En 2000 Henri Broncan quitte ses fonctions d'entraîneur. Le FCA, renforcé notamment par l'ancien international Olivier Campan termine 10e de sa poule mais obtient toutefois rapidement son maintien dans l'élite. Il termine comme la saison précédente 19e club français.
Lors de la saison 2001, le club aura de gros problèmes de gestion et finira dernier de sa poule pour rejoindre la Pro D2.
‌

#### Finaliste de la coupe de la Ligue 2001
Cette année, l'équipe atteindra malgré tout la finale de la coupe de la Ligue contre Montferrand après avoir terminé en tête de son groupe devant la Section paloise puis éliminé le Castres olympique 45-27 en quart puis l'USA Perpignan 38-33 en demi-finale.
XV de départ du FCA :
1. Franck Gentil  2.  Meimoana Mafutuna  3. Pablo Martinez
4. Thierry Lavergne  5. Paul Guffroy
6. Stephan Saint-Lary  8. Gérard Awomo   7.  Jérôme Dhien
9. Stephen Lericheux  10. Ludovic Courtade
11. Raphael Bastide  12. Jérôme Gay  13. Christophe Dalgalarondo  14. David Bortolussi
15. Gilles Danglade
En 2002, Henri Broncan revient alors entraîner l'équipe pour lui permettre de retrouver la première division et, dès la première saison, le FCA se positionne 5e du Pro D2.
Il améliore aussi son système de gestion pour répondre aux exigences du professionnalisme.
L'année suivante, le FCA termine à la 3e place du classement et perd en demi-finale contre Montpellier 28-24.
Auch est classé 19e club français à l’issue de la saison.

#### Champion de France de Pro D2 2004

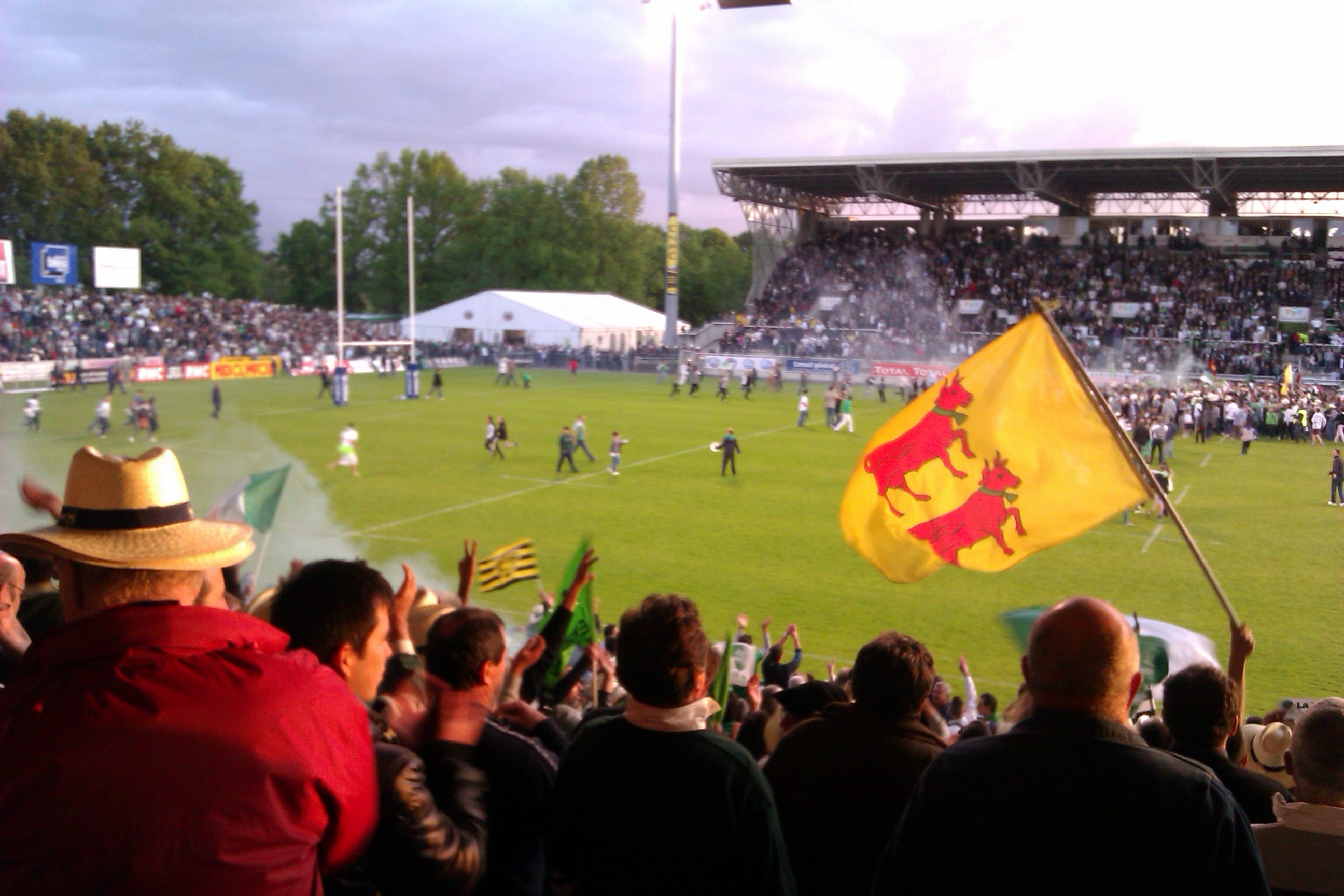
Le Stade du Hameau à Pau où le FCA s'impose en finale contre l'Aviron bayonnais en 2004.

En 2004, après avoir vaincu le Lyon OU en demi-finale puis l'Aviron bayonnais, leader de la saison régulière en finale, le club auscitain remporte le championnat de Pro D2 et retrouve l'élite du rugby français.
Le FCA connaît aussi une série d'invincibilité à domicile de 29 matchs sur les saisons 2003 et 2004.
Une SASP est créée au retour dans l'élite : le Football club auscitain est ainsi renommé Football club Auch Gers (FCAG).
XV de départ du FCA :
1. Alexandre Esquirol  2. Grant Hill  3. Grégory Menkarska
4. Hamid Arif  5. Tao Tapasu
6. Stephan Saint-Lary  8. Grégory Patat   7.  Mickaël Lebel (cap)
9. Thierry Lacourt  10. Beñat Arrayet
11. Raphael Bastide  12. Nicolas Pagotto  13. Julien Sarraute  14. Jérôme Suderie
15. Jean-Baptiste Dambielle

#### Vainqueur du Bouclier européen 2005

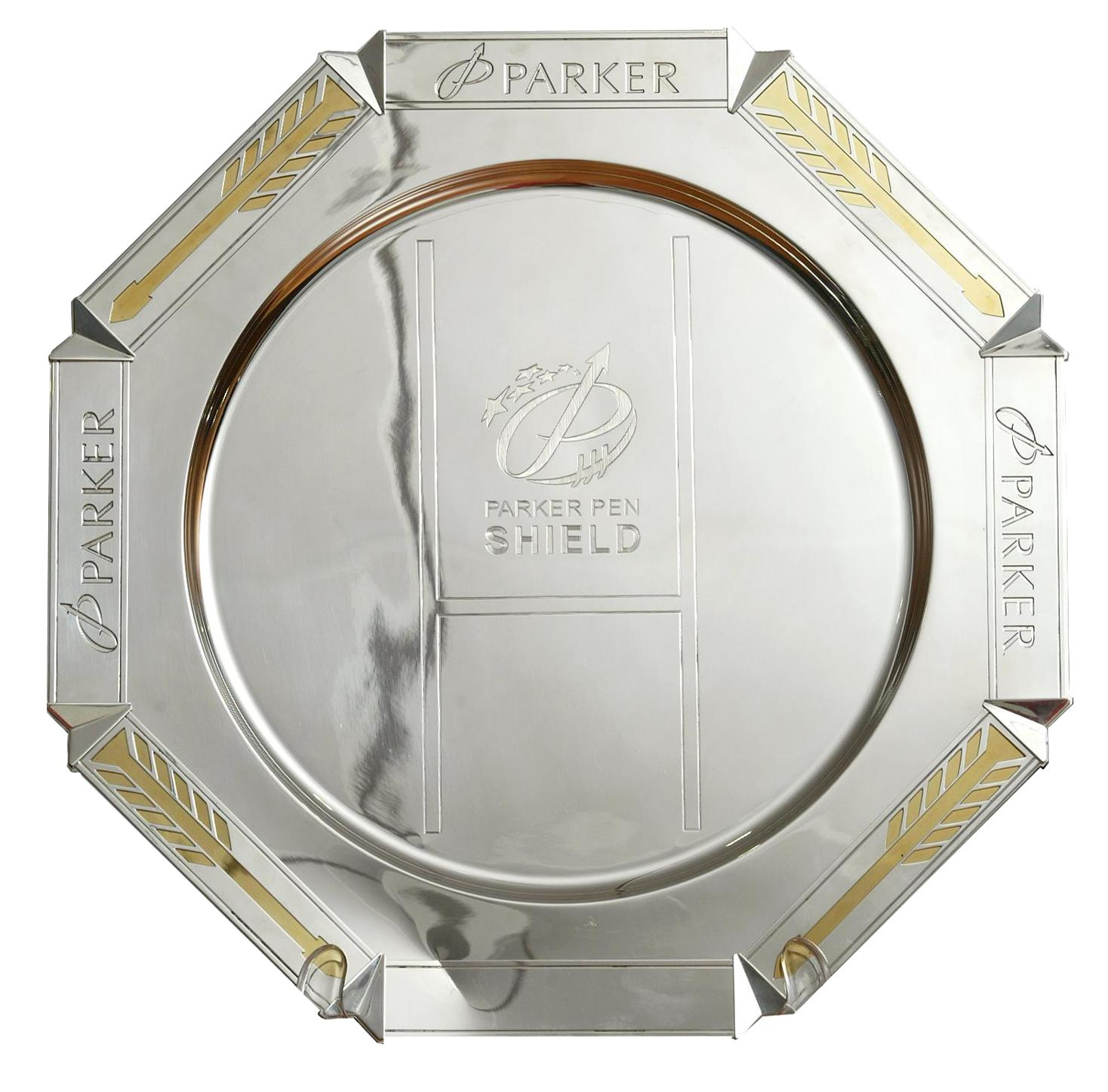
Le FC Auch Gers remporte le bouclier européen en 2005 face aux Worcester Warriors.

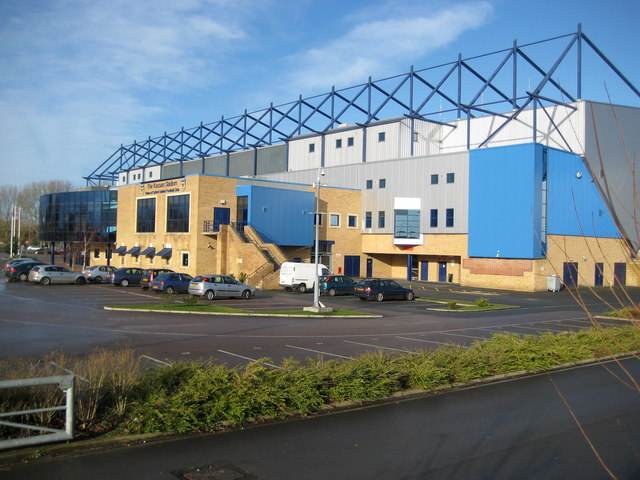
Le Kassam Stadium à Oxford où le FCAG remporte le bouclier européen face aux Worcester Warriors en 2005.

Le 22 mai 2005 sur la pelouse du Kassam Stadium d'Oxford, les Gersois tiennent leur bout d'Europe en remportant la finale du bouclier européen contre les Anglais de Worcester sur le score de 23-10.
En championnat, l’équipe termine à la dernière place et redescend en Pro D2.
Jean-Baptiste Dambielle, meilleur réalisateur du Championnat avec 361 points (4 essais, 103 pénalités, 16 transformations) quitte alors le FCA.
Composition
1. Yohan Marty (Hooper, mi-temps)  2. Nicolas Sentous (Sébastien Bortolucci, mi-temps)  3. Nicolas Decamps (Grégory Menkarska, mi-temps)
4. Tao Tapasu (Hamid Arif, 73e)  5. Nicolas Lafitte
6. Stephan Saint-Lary  8. Grégory Patat (Guillaume Bortolaso, 64e)  7.  Mickaël Lebel (cap)
9. Thierry Lacourt (Brice Salobert, 61e) 10. Yannick Lafforgue
11. Raphael Bastide  12. Nicolas Pagotto  13. Julien Sarraute (Anthony Lagardère, 47e)  14. Julien Kinane
15. Jean-Baptiste Dambielle
Points : 2 E Raphael Bastide (2e) et Grégory Patat (14e) ; 2T 3 P (17e, 37e, 59e) Jean-Baptiste Dambielle
Évolution du score : 7-0, 7-3, 14-3, 17-3, 20-3, 23-3, 23-10.

#### Décès de Jacques Fouroux
La saison 2006 commence par une triste nouvelle.
Le 4 novembre 2005, Jacques Fouroux, ancien demi de mêlée puis président du FC Auch décède d'une crise cardiaque. Ses cendres sont alors dispersées sur le stade municipal dans l'enceinte du complexe omnisports du Moulias à Auch. Ce stade est baptisé depuis son décès stade Jacques-Fouroux.
Après un début de saison difficile avec notamment des défaites à domicile contre Tarbes et Montauban, Auch revient à un rugby plus pragmatique qu’il maîtrise parfaitement.
Avec une bonne conquête, une bonne défense et un bon buteur, Anthony Lagardère, Auch enchaîne ensuite 16 matchs sans défaites, termine à la 4e place du championnat puis n’est battu qu’en demi-finale d’accession à Dax 28-27.
Le futur international Arnaud Mignardi quitte alors le club pour le SU Agen.

#### Champion de France de Pro D2 2007
Le FCAG est sacré champion de Pro D2 en 2007  pour la deuxième fois en quatre ans bien que possédant le plus petit budget du championnat, totalisant 25 victoires, 1 nul et 4 défaites.
Bernard Laporte crée la surprise en sélectionnant Franck Montanella pour la tournée de deux matchs en Nouvelle-Zélande qui a lieu début juin 2007. C'est l'occasion pour lui d'honorer sa première sélection en équipe de France.
Il sera ainsi le sixième international du club gersois.
Pour la saison 2008, Henri Broncan part alors entraîner le SU Agen pour sa première saison en Pro D2, il sera remplacé à Auch par son fils, Pierre-Henry Broncan. Le club qui a vu partir à l'intersaison son capitaine Grégory Patat réalise l'un des plus mauvais bilans du Top 14 (à égalité de points avec le RC Toulon en 2006). Le pilier Fabien Barcella, 7e international de l’histoire du club quitte alors Auch pour le Biarritz olympique et le FC Auch Gers évoluera en Pro D2 pour la saison 2008-2009.
Le centre Nicolas Pagotto arrête sa carrière après 9 saisons passées au club.
Pour la saison 2009, Auch qui subit 23 départs à la suite de sa relégation rentre dans le rang et ne termine alors que 12e avec un bilan de 11 victoires pour 19 défaites.
Le FCA remporte le trophée de Bigorre.
Pour la saison 2010, Auch qui subit cette année encore le départ de la plupart de ses meilleurs éléments, notamment son jeune centre Pierre Aguillon se maintient difficilement en Pro D2, terminant à la treizième place du classement.
Pour la saison 2011, l'équipe évolue cette saison sous les ordres des entraîneurs Grégory Patat et Julien Sarraute qui remplacent Pierre-Henry Broncan.
Auch termine 6e grâce à ces nombreux jeunes joueurs locaux lancés ces deux dernières saisons et qui commencent à arriver à maturité.
Par deux fois, les Auscitains réalisent une saison médiocre et terminent dans le bas du classement de Pro D2, 10e en 2012 pour la dernière saison de Mathieu Acebes et 13e en 2013.
Le club connaît par ailleurs quelques déboires financiers. Pierre-Henry Broncan est remplacé par Grégory Patat. À la suite d'une saison 2013-2014 chaotique, le FCAG, qui n'a jamais quitté le monde professionnel, est officiellement relégué en Fédérale 1 le 3 avril 2014 ; aussi l'entraîneur Grégory Patat quitte le club pour l'USA Perpignan à la fin de saison.
Le jeune Antoine Dupont quitte le club pour le Castres olympique après avoir disputé la finale du championnat de France Crabos avec le FCA.

### Les différentes descentes du FC Auch Gers (2014-2017)
Le FC Auch Gers qui descend de Pro D2, a pour objectif de retrouver cette division au plus vite malgré les autres grosses équipes (Nevers, Bourg-en-Bresse, Massy, Tarbes). Avec un budget de 2 millions d'euros et un effectif important, le club fait partie, chaque saison, des favoris pour la montée en Pro D2. Le FCAG termine lors de ses deux dernières saisons dans le haut du tableau à la deuxième place de leur poule, mais échoue à la porte de la montée en perdant le match de barrage d'accession et évoluera en Fédérale 1 pour la saison 2016-2017.

### Disparition du club (2017)
Pour la saison 2016-2017, le FCAG intègre la poule « élite » de Fédérale 1, une poule d'accession à la Pro D2 regroupant les équipes du championnat répondant aux requis de la Fédération française de rugby (budget, centre de formation, stade homologué…) et ayant présenté à cette dernière avec succès un dossier de candidature.
Cependant, le 11 janvier 2017, la FFR annonce que le club auscitain, ainsi que le Tarbes Pyrénées rugby et le Limoges rugby ne peuvent accéder à l'échelon supérieur pour raisons financières. En effet, son partenaire principal, la société COFEGA - Le Grand Chêne, un promoteur immobilier, ne leur a pas versé l'équivalent de plusieurs saisons de partenariat. Un déficit cumulé de plus de 600 000 euros voit le jour. Le soutien dans le monde du rugby pour le FCAG est important. Tous ses anciens joueurs sont solidaires, en offrant des maillots de leurs clubs pour une vente aux enchères. Le FC Auch Gers fait aussi un appel aux dons, afin de terminer la saison en cours et surtout d'éviter le dépôt de bilan.
Malgré tous les efforts des nombreux supporters, avec notamment son financement participatif, les problèmes financiers sont toujours d'actualité. Terminant 6e de la poule sur 10 équipes, le club gersois montre bien qu'il a sa place parmi les grandes écuries du championnat d'autant plus que l'équipe réserve devient championne de France en fin de saison. Mais le dépôt de bilan de la SASP est annoncé le lundi 3 avril par le président Clément Langlois,. Cela signifie la fin du rugby professionnel dans le département du Gers. Le tribunal de commerce de la ville d'Auch prononce la liquidation judiciaire de la SASP le vendredi 7 avril, ce qui sera suivi par un licenciement des joueurs.
Une rétrogradation en Fédérale 3 pour la saison 2017-2018, officialisée le 19 avril, est décidée par la FFR et la DNACG. De plus, la perte du centre de formation mais aussi du statut professionnel du FCAG aura un grand impact sur ce club qui a formé de nombreux grands talents français. Le FC Auch Gers enregistre des départs importants de joueurs, mais aussi de ses entraîneurs. En effet, Julien Sarraute celui des trois-quarts et directeur du centre de formation, quitte Auch, en partance pour l'US Colomiers rugby en Pro D2. L'entraîneur des avants, Eric Escribano, part en direction du Blagnac rugby en Fédérale 1, quant à Roland Pujo, le manager, il démissionne. Le club de la capitale Gascogne repartira et devra se reconstruire avec son association, dans le dernier échelon amateur fédérale du rugby français.
À la suite du dépôt de bilan de la SASP, l'association du FCAG qui devait prendre la suite du club, se trouve elle aussi dans des grands problèmes financiers. Un déficit d'environ 455 000 euros est présent, le soutien des collectivités territoriales et des dons sont enregistrés pour combler la dette, cependant l'appel à la commission de la DNACG n'aboutit pas jusqu'au bout pour que le FC Auch Gers soit repêché en Fédérale 1 "Jean Prat". Le dépôt de bilan de l'association est acté en cessation de paiement au tribunal administratif.

### RC Auch (depuis 2017)
Pour pallier l'absence d'un club de rugby dans la ville d'Auch, un nouveau club est créé, et affilié auprès de la FFR le 8 juillet 2017 en tant que Football club Auch Gers Gascogne ; il est renommé dès le 29 août en Rugby club Auch.

## Image et identité

### Infrastructures
De 1908 à 1956, le club évolue au stade Mathalin.

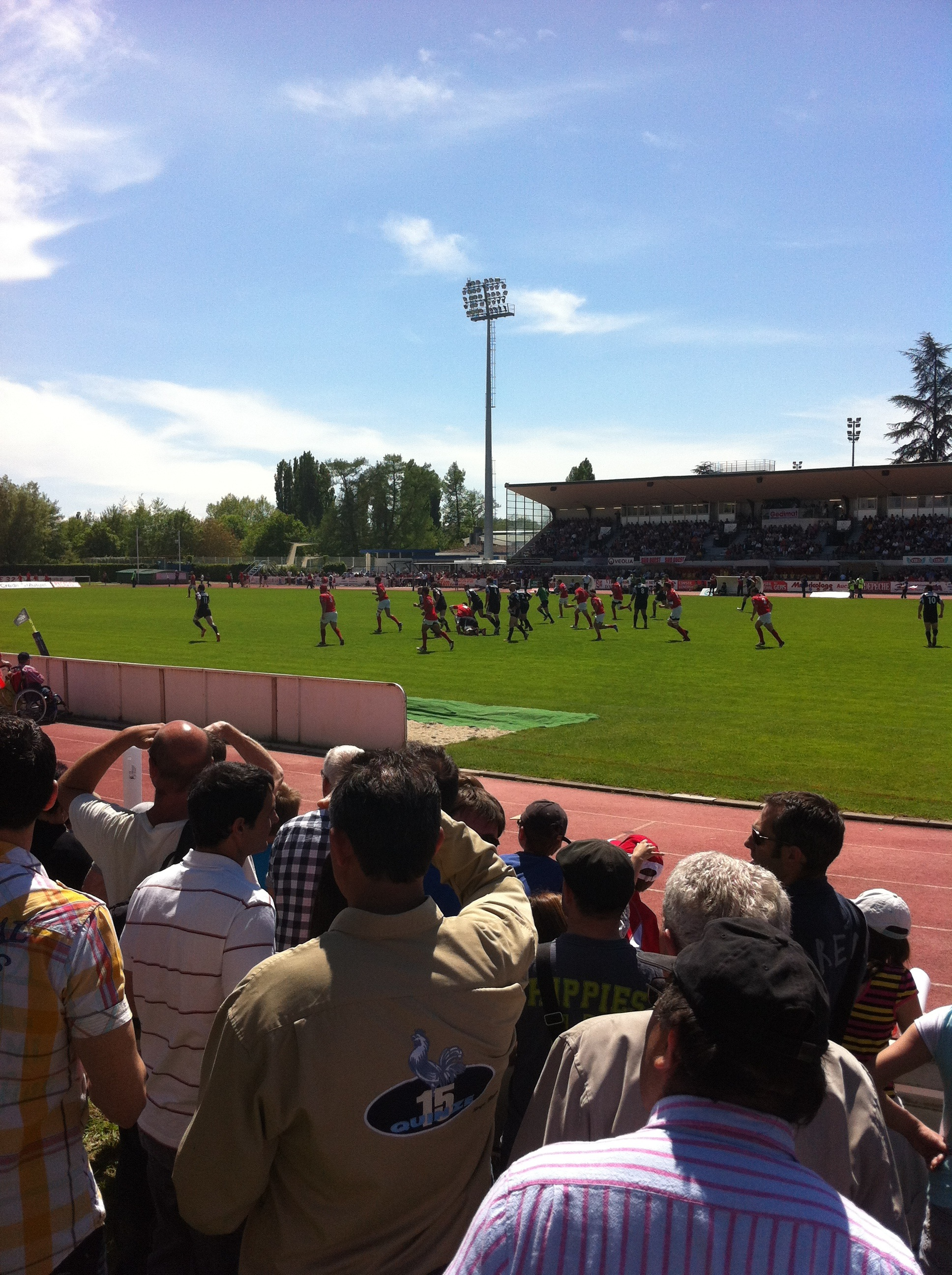
Rencontre de Pro D2 au stade Jacques-Fouroux le 25 mars 2013, confrontant le FC Auch Gers et l'US Dax.

Il s'installe ensuite au stade du Moulias, plus tard renommé stade Jacques-Fouroux (ancien joueur emblématique du club et du XV de France), d'une capacité de 7 300 places dont 3 310 assises, qui est basé sur la zone du Moulias dans le complexe sportif « Patrice Brocas » au sud de la ville d'Auch.
L'enceinte comprend une piste d'athlétisme, une pelouse naturelle et trois tribunes (Honneur, Marathon et Latérale). Le stade est nocturne, ayant été entièrement rénové pour leur remontée en Top 14 (saison 2007-2008) il est conforme au cahier des charges des règles de la Ligue nationale de rugby, possédant un éclairage de Pro D2 (1 400 Lux) il peut accueillir la retransmission de match télévisé. Le stade est aussi équipé d'un vaste espace réceptif couvert derrière la tribune Marathon. Une bodéga couverte est aussi présente, comportant plusieurs buvettes.
Le centre d'entraînement est présent sur ce complexe.
La boîte postale du club se situe dans la résidence du Moulias, 43 avenue des Pyrénées à Auch. Les bureaux administratifs sont sous la tribune Marathon au stade Jacques-Fouroux.
Les terrains d’entraînements sont celui du Bourrec et Rive Droite qui se situe dans la zone du Moulias, non loin du stade Jacques-Fouroux. En hiver, en raison des conditions climatiques, les joueurs s'entraînent sur le terrain synthétique du Pithous.

### Le centre d'entraînement
La réussite du FC Auch passait principalement par la qualité de sa formation.
De nombreux joueurs issus de la formation auscitaine ont représenté le club au niveau international, et ont par la suite signé un contrat professionnel dans un club de Pro D2 ou Top 14, comme Anthony Jelonch (Castres olympique), Gauthier Doubrère (Biarritz olympique), Arnaud Mignardi (CA Brive), Antoine Dupont (Stade toulousain), Benjamin Dambielle (Racing 92), Pierre Bourgarit et Greg Aldritt (Stade rochelais). Un centre d'entraînement reconnu et réputé pour avoir formé de grande pépites du rugby.

### Couleurs et maillots
| Saison      | Équipementier |
| ----------- | ------------- |
| 1999 - 2005 | Puma          |
| 2005 - 2010 | Shemsy        |
| 2010 - 2012 | Oztyle        |
| 2012 - 2014 | ProAct        |
| 2014 - 2017 | Puma          |

Les couleurs du club sont le rouge et le blanc, à domicile maillot rouge, short blanc et chaussettes rouges et à l'extérieur maillot noir, short blanc et chaussettes noires.

### Logo
Le FC Auch Gers change de logo au cours de la saison 2006-2007,.

Évolution du logo
Ancien logo du Football Club auscitain.
Ancien logo du FC Auch Armagnac rugby.
Ancien logo du FC Auch Gers.
Logo du FC Auch Gers de 2003 à 2007.
Logo du FC Auch Gers de 2007 à 2017.

## Rivalités
Auch partage une rivalité avec le Stadoceste tarbais dans le derby régional pour un classique du championnat de France.
Après une domination auscitaine jusqu'en 2005, la situation s'est inversée avec six victoires consécutives du TPR dont trois à Auch entre 2008 et 2011. Depuis 2008, le TPR a remporté neuf des douze dernières confrontations.
Le FCA entretenait au début des années 1990 une rivalité avec le Stade toulousain, battu 5 fois de suite à Auch entre 1991 et 1995.

### Réputation
Le Gers est une terre de rugby qui comprend de nombreux clubs amateurs. Pendant des décennies, Auch a fait la gloire du département en évoluant en Top 14, Pro D2 et Fédérale 1. Il a démontré que l'argent était indépendant du talent, véritable « petit poucet » de la division professionnelle, le FCA possède une identité forte. Le club est considéré comme l'un des bastions historique du rugby français.

## Historique des saisons

### Chronologie des niveaux
La frise suivante montre l'évolution des niveaux auxquels le FC Auch a évolué depuis la saison 1919-1920.

## Palmarès

### Détail du palmarès
Le tableau suivant récapitule les performances du club :
- titres de champion et finales ainsi que les meilleures performances dans les compétitions.

| Compétitions nationales | Compétitions internationales |
| Championnat de France de 1re division : - Meilleure performance : quart-de-finaliste en 1970 Challenge Yves du Manoir : - Meilleure performance : quart-de-finaliste en 1965 Challenge Antoine Béguère : - Finaliste (1) : 1975 Championnat de France de 2e division : - Champion (3) : 1947, 2004 et 2007 Championnat de France de 3e division : - Champion (1) : 1929 Championnat de France de 1re division fédérale B (Nationale B) : - Champion (1) : 2017 | Bouclier européen : - Vainqueur (1) : 2005 |
| Autres compétitions nationales | Compétitions nationales de jeunes |
| Coupe de la Ligue : - Finaliste (1) : 2001 Challenge de l'Espérance : - Finaliste (1) : 1996 Coupe André Moga : - Finaliste (1) : 1993 Trophée du centenaire : - Vainqueur (1) : 2013 Trophée de Bigorre : - Vainqueur (1) : 2009 | Championnat de France Espoirs : - Champion (2) : 2007 (Élite) et 2014 (Poule 3) Championnat de France Reichel B : - Champion (1) : 1988 - Finaliste (1) : 1987 Championnat de France Crabos : - Finaliste (1) : 2014 Championnat de France Cadets à VII : - Champion (2) : 2013 et 2014 Championnat de France Minimes UFOLEP : - Champion (1) : 1987 |

### Finales
| Compétition                          | Date de la finale | Vainqueur        | Score                 | Finaliste          | Lieu de la finale                       | Spectateurs |
| ------------------------------------ | ----------------- | ---------------- | --------------------- | ------------------ | --------------------------------------- | ----------- |
| Championnat de France de 3e division | 9 mai 1929        | FC Auch          | 6 - 3                 | US Domène          | Parc des Sports de Sauclières, Béziers  |             |
| Championnat de France de 2e division | 13 avril 1947     | FC Auch          | 5 - 0                 | SO Chambéry        | Stade Aimé-Giral, Perpignan             |             |
| Challenge Béguère                    | 3 mai 1975        | Stade toulousain | 12 - 11               | FC Auch            | Stade Antoine-Béguère, Lourdes          |             |
| Coupe André Moga                     | 13 juin 1993      | FCS Rumilly      | 44-0                  | FC Auch            | Stade André-Moga, Bègles                | 2800        |
| Challenge de l'Espérance             | 1996              | RRC Nice         | 15 - 3                | FC Auch            |                                         |             |
| Coupe de la Ligue                    | 8 avril 2001      | AS Montferrand   | 34 - 24               | FC Auch Gers       | Stade Sapiac, Montauban                 | 3 500       |
| Pro D2                               | 19 juin 2004      | FC Auch Gers     | 26 - 9                | Aviron bayonnais   | Stade du Hameau, Pau                    |             |
| Bouclier européen                    | 23 mai 2005       | FC Auch Gers     | 23 - 10 (mt : 20 - 3) | Worcester Warriors | Kassam Stadium, Oxford                  | 2 823       |
| Championnat de France Espoirs        | 27 mai 2007       | FC Auch          | 23 - 21               | Montpellier HR     | Stade de la Chevalière, Mazamet         |             |
| Coupe René Crabos                    | 25 mai 2014       | Racing Métro 92  | 23 - 18               | FC Auch            | Stade municipal du Chalet, Saint-Junien |             |

### Records
- Jean-Baptiste Dambielle : 2005 avec 361 points (4 essais, 103 pénalités, 16 transformations)

## Section féminine
Une section féminine est créée en 1922.
Palmarès
- Championnat de France de 1re division :
  - Champion (1 fois) : 1973
  - Vice-champion (2 fois) : 1974 et 1978

## Soutien et supporters

### Club des supporters
Le club officiel des supporters du FC Auch est l'association "Un pour tous, tous pour XV" qui organise les déplacements des matchs à l’extérieur du club mais aussi de l'ambiance et l'organisation des matchs à domicile au stade Jacques-Fouroux. Ils sont environ une centaine d'adhérents, fidèles chaque année au FCA. Un esprit de convivialité règne et permet de partager des moments privilégiés avec les joueurs.

### Les bénévoles
Les bénévoles du club sont très nombreux, vivant dans l'ombre des joueurs ils sont toutefois indispensables. Donnant parfois tout leur temps libre pour le FCA, des personnes sont remerciées d'années en années pour ce travail gracieux par amour du club.

### L'amicale des anciens joueurs du FC Auch
L'idée est née lors de l'inauguration du stade Jacques-Fouroux, de nombreux anciens joueurs et entraîneurs du club de plusieurs générations se sont retrouvées et ont créé une amicale pour se revoir. L’amicale est ouverte à tous ceux qui ont porté le maillot du FCA, joueurs de l'école de rugby à l'équipe première, mais aussi les éducateurs et entraîneurs.

## Match mémorable
Le 12 décembre 1993 à Auch.
Le FC Auch bat le Stade toulousain 17 à 3 (Mi-temps: 6 à 3).
Spectateurs : 3 176 entrées pour une recette de 215 035 francs.
Pour le FC Auch : 1 essai de Porcu (77e); 3 pénalités (5e, 27e, 63e) et 1 drop (55e) de Labric.
Pour le Stade toulousain : 1 pénalité de Deylaud (36e).
FC Auch : Cazaux; Ouffriche, Dalgalarondo, Pujo, S. Lauray; Labric (o), Boué (m); Ortet (Gaussens, 54e), Escoffier, Rouquet; Porcu, Gaussens (Ciorascu, 54e) ; Graou, Pérusin, Pomès.
Stade toulousain : E. Ntamack; Ougier, Artiguste, Ph. Carbonneau, Berty; Deylaud (o), Cazalbou (m); Sonnes, Cigagna (Cester, 71e), Cester (Lacroix, 71e); Cadieu (Belot, 59e), Miorin; C. Portolan, Lasserre, Califano.
Arbitre : M. Peyrelongue (comité Île-de-France).

## Personnalités du club
‌

### Internationaux français que le club a fournis

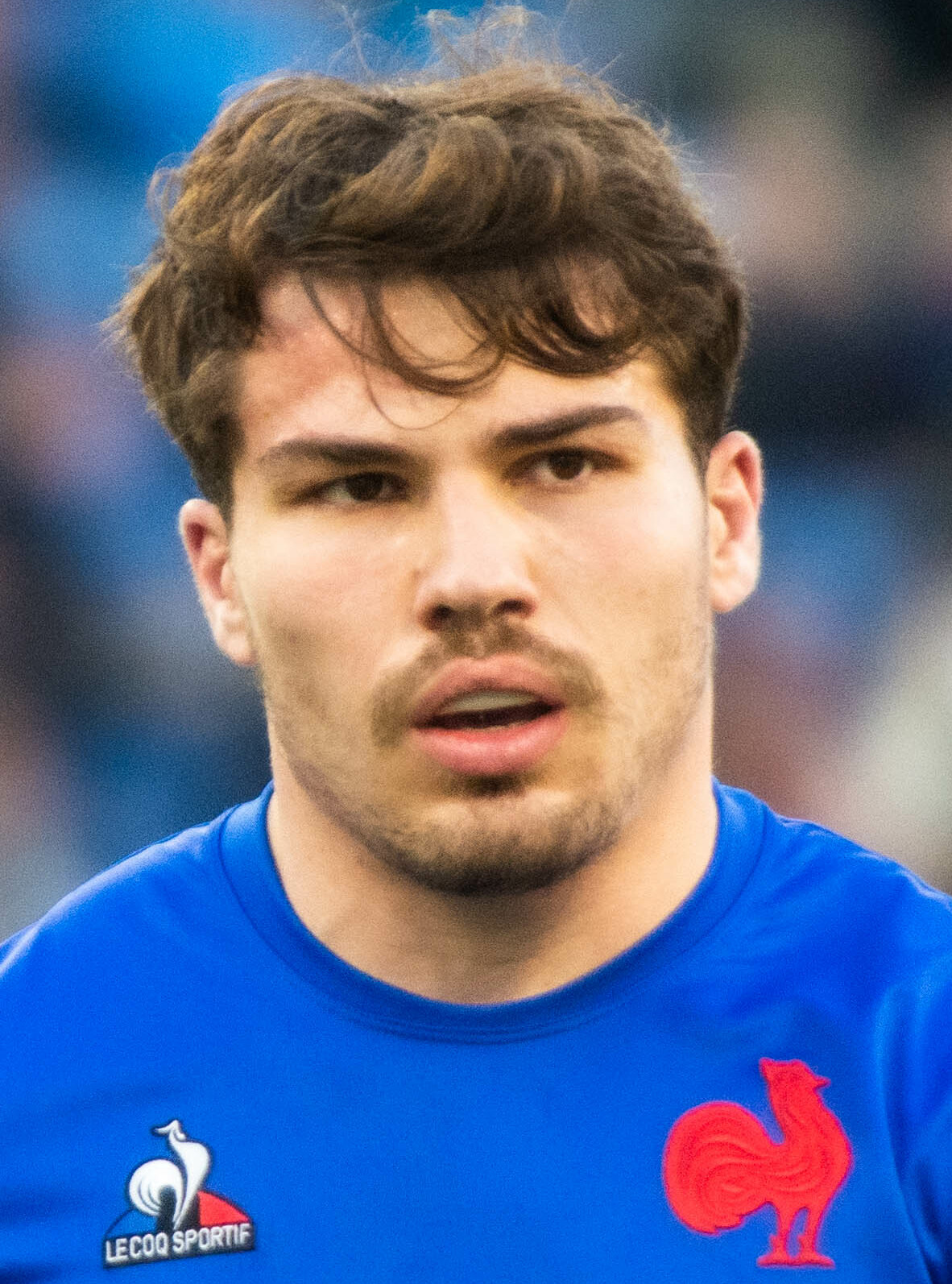
Antoine Dupont, l'un des symboles de la formation auscitaine.

- Marcel Laurent
- Henri Lazies
- Antoine Bianco
- Jean Le Droff
- Serge Marsolan
- Jean-Claude Skrela
- Jacques Fouroux
- Jacques Gratton
- Stéphane Graou
- Frédéric Torossian
- Patrick Tabacco
- Yannick Bru
- Christophe Porcu
- Jean-Baptiste Rué
- Arnaud Mignardi
- Franck Montanella
- Fabien Barcella
- Antoine Dupont[69]
- Anthony Jelonch[69]
- Gabriel Lacroix[69]
- Pierre Bourgarit[70],[69]
- Grégory Alldritt[69]

En gras les internationaux actuels
| Anthony Jelonch, Pierre Bourgarit et Grégory Alldritt. |  | Anthony Jelonch, Pierre Bourgarit et Grégory Alldritt. |  | Anthony Jelonch, Pierre Bourgarit et Grégory Alldritt. |
| Anthony Jelonch, Pierre Bourgarit et Grégory Alldritt. |  |                                                        |  |                                                        |

### Joueurs emblématiques
- Mathieu Acebes
- Pierre Aguillon
- Benoît Albert
- Grégory Alldritt
- Beñat Arrayet
- Fabien Barcella
- Raphaël Bastide
- Antoine Battut
- Jean-Marc Béderède
- Philippe Bérot
- Nicolas Bontinck
- Guillaume Bortolaso
- David Bortolussi
- Patrick Bosque
- Gilles Boué
- Pierre Bourgarit
- Benoît Bourrust
- Pierre-Henry Broncan
- Yannick Bru
- Jacques Brunel
- Aloisio Butonidualevu
- Olivier Campan
- Vincent Campo
- Franck Capdeville
- Jean-Philippe Cariat
- Frédéric Cazaux
- Andreï Chaliouta
- Cyril Chavet
- Sandu Ciorăscu
- Henri Cistacq
- Nicolas Corato
- Christophe Dalgalarrondo
- Benjamin Dambielle
- Jean-Baptiste Dambielle
- Florian Denos
- Jérôme Dhien
- Thierry Ducès
- Maurice Dupey
- Pierre-Alexandre Dut
- Jean-Pierre Escoffier
- Opeti Fonua
- Jacques Fouroux
- Jean-Louis Gaussens
- Jérôme Gendre
- Stéphane Graou
- Jacques Gratton
- Vincent Graule
- Léo Griffoul
- Omar Hasan
- Grant Hill
- Ilia Kaikatsishvili
- Thierry Labric
- Serge Lauray
- Marcel Laurent
- Henri Lazies
- Jean Le Droff
- Serge Marsolan
- Masi Matadigo
- Grégory Menkarska
- Arnaud Mignardi
- Serge Milhas
- Luciano Orquera
- Pierre Ortet
- Benoît Paillaugue
- Grégory Patat
- Patrick Pérusin
- Thierry Pomès
- Jacques Pomiès
- Henri Poudensan
- Christophe Porcu
- Roland Pujo
- Joël Rocca
- Jean-Marc Romand
- Jérôme Rouquet
- Jean-Baptiste Rué
- Stephan Saint-Lary
- Julien Sarraute
- Jean-Claude Skrela
- Jérôme Suderie
- Tao Tapasu
- Robins Tchale-Watchou
- Antranik Torossian
- Pierre Verdier

### Présidents
| Date                        | Président(s)                             |
| --------------------------- | ---------------------------------------- |
|                             | Barthe                                   |
|                             | Lasbat                                   |
|                             | Albéric Lestrade                         |
|                             | André Lestrade                           |
| 1950 - 1951                 | Lartigue                                 |
|                             | André Lestrade                           |
|                             | Gabriel Branet                           |
| 1969 - 1971                 | Pierre Vincent                           |
| 1971 - 1973                 | André Vivent                             |
| 1979 - 1980                 | Pierre de Fontenilles                    |
|                             | André Lestrade                           |
|                             | Georges Burgan                           |
|                             | André Lestrade                           |
|                             | Jacques Lestrade                         |
| octobre 1996 - février 1999 | Jacques Fouroux                          |
| février 1999 - janvier 2009 | Bernard Salam et / puis Bernard Laffitte |
| janvier 2009 - 31 mai 2015  | Gilles Courbebaisse                      |
| 31 mai 2015 - 3 avril 2017  | Clément Langlois                         |

### Entraîneurs
| Saison              | Entraîneur(s)               | Adjoint(s)                                             |
|                     | Ernest Vila                 |                                                        |
| 1945-1947           | Marcel Laurent              |                                                        |
| 1946-1947           | Vincent Graule              |                                                        |
| 1951-1954           | Robert Barran               |                                                        |
| 1954-1955           | Henri Carrère               |                                                        |
| 1955-1957           | Jean Bourrec                |                                                        |
| 1957-               | Jacques Durand              |                                                        |
|                     | Jacques Barbé               |                                                        |
|                     | Joseph Dutrey               |                                                        |
| 1965-               | Jacques Guy                 |                                                        |
|                     | Jean Ducousso               |                                                        |
|                     | Pierre Barthe               |                                                        |
| 1978-1980           | Jean Pourcet                |                                                        |
| 1980-1983           | Marceau Ambal               |                                                        |
| 1983-1984           | Claude Peyrègne             |                                                        |
| 1984 - 1988         | Pierre Ramouneda            |                                                        |
| 1988 - 1995         | Jacques Brunel              |                                                        |
| 1995 - 1998         | Roland Pujo Gérard Lacrampe |                                                        |
| 1998 - 2000         | Henry Broncan               | Roland Pujo                                            |
| 2000 - 2002         | Henry Broncan               | Philippe Bérot                                         |
| 2002 - 2004         | Henry Broncan               | Gérard Lacrampe                                        |
| 2004 - 2007         | Henry Broncan               | Patrick Miquel Gérard Lacrampe                         |
| 2007 - février 2008 | Pierre-Henry Broncan        | Patrick Miquel                                         |
| février 2008 - 2009 | Pierre-Henry Broncan        | Julien Sarraute                                        |
| 2009 - 2014         | Grégory Patat               | Julien Sarraute                                        |
| 2014 - 2017         | Roland Pujo (manager)       | Eric Escribano (avants) Julien Sarraute (trois-quarts) |